# Eleccions legislatives daneses de setembre de 1920
Les eleccions legislatives daneses de setembre 1920 se celebraren el 21 de setembre de 1920 (el 30 d'octubre a les illes Fèroe). Foren les primeres que se celebraren al Comtat de Jutlàndia Meridional després dels Plebiscits de Schleswig. El més votat fou el Venstre, però formaren govern els socialdemòcrates dirigit per Thorvald Stauning.
| Partit                             | Líder        | Vots    | %     | Escons | +/-   |       |
| ---------------------------------- | ------------ | ------- | ----- | ------ | ----- | ----- |
| Venstre                            |              | 414,904 | 34,1% | 51     | +0    |       |
| Socialdemokratiet                  |              | 389,653 | 32,0% | 48     | +6    |       |
| Det Konservative Folkeparti        |              | 216,733 | 17,8% | 27     | +1    |       |
| Det Radikale Venstre               |              | 149,262 | 12,3% | 18     | +2    |       |
| Erhvervspartiet                    |              | 27,403  | 2,3%  | 3      | -1    |       |
| Schleswigsche Partei (S)           |              | 7,505   | 0,6%  | 1      | +1    |       |
| Frie Socialdemokrater (E)          |              | 6,460   | 0,5%  | 0      | +0    |       |
| Danmark Venstresocialistiske Parti |              | 5.160   | 0,4%  | 0      | +0    |       |
| Sambandsflokkurin                  |              | 3.243   | 0,1%  | 1      | +0    |       |
| Total                              | Total        |         |       | 149    |       |       |
| Participació                       | Participació | 77,0%   | 77,0% | 77,0%  | 77,0% | 77,0% |
| Font                               | Font         | [ 1 ]   | [ 1 ] | [ 1 ]  | [ 1 ] | [ 1 ] |